# Mexobisium
Mexobisium es un género de pseudoscorpiones de la familia Bochicidae. Se distribuyen por Centroamérica y las Antillas.

## Especies
Según Pseudoscorpions of the World 2.0:
- Mexobisium armasi Muchmore, 1980
- Mexobisium cubanum Muchmore, 1973
- Mexobisium dominicanum Muchmore, 1998
- Mexobisium goodnighti Muchmore, 1973
- Mexobisium guatemalense Muchmore, 1973
- Mexobisium maya Muchmore, 1973
- Mexobisium paradoxum Muchmore, 1972
- Mexobisium pecki Muchmore, 1973
- Mexobisium reddelli Muchmore, 1986
- Mexobisium ruinarum Muchmore, 1977
- Mexobisium sierramaestrae Muchmore, 1980
- Mexobisium venii Muchmore, 1998

## Publicación original
- Muchmore, 1972: New diplosphyronid pseudoscorpions, mainly cavernicolous, from Mexico (Arachnida, Pseudoscorpionida). Transactions of the American Microscopical Society, vol.91, p.261-276.